# رئیس پلیس

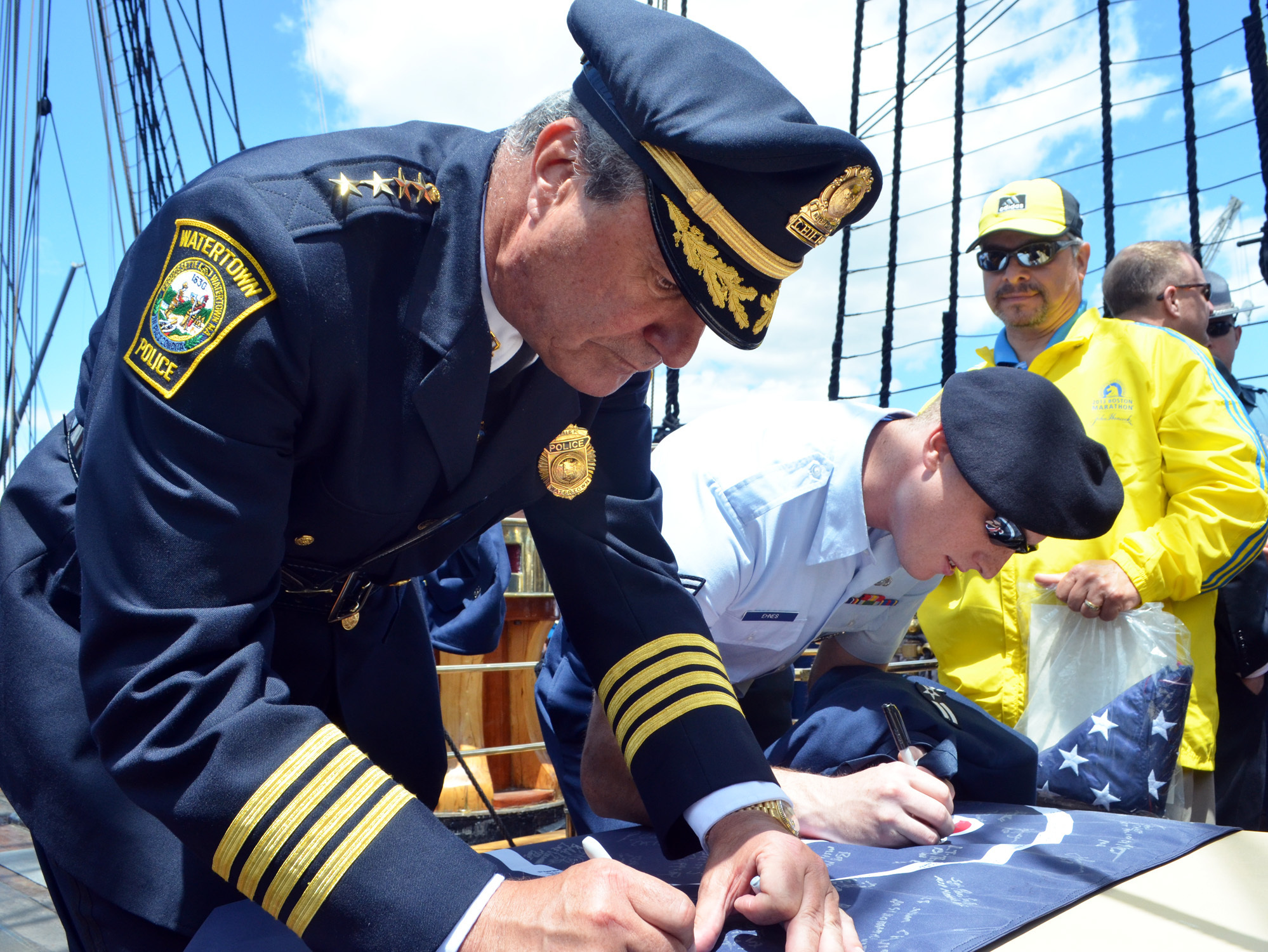
ادوارد دیوو، رئیس اداره پلیس واترتاون در ماساچوست، در حال امضای پرچمی بر روی ناو هواپیمابر یواس‌اس کانستیتوشن در سال ۲۰۱۳

رئیس پلیس (انگلیسی: Chief of police) عنوانی است که به یک مقام منصوب یا منتخب در سلسله‌مراتب فرماندهی یک اداره پلیس، به ویژه در آمریکای شمالی، داده می‌شود. عنوان رئیس پلیس ممکن است به‌عنوان فرمانده پلیس یا گاهی اوقات فقط رئیس نیز شناخته شود، در حالی که برخی کشورها عناوین دیگری مانند کمیسر یا پاسبان را ترجیح می‌دهند. رئیس پلیس توسط یک دولت ایالتی یا محلی منصوب می‌شود و در قبال آن پاسخگو است.
روسای پلیس اغلب افسران قسم‌خورده پلیس هستند و بنابراین لباس فرم پلیس می‌پوشند و قدرت دستگیری دارند، هرچند استثنائاتی نیز وجود دارد. در عمل، کار آنها در همه ادارات پلیس به جز ادارات پلیس کوچک، فعالیت اداری و دفتری است.